# 瑪格麗特·艾瑟爾·格萊斯頓
瑪格麗特·艾瑟爾·格萊斯頓（Margaret Ethel MacDonald，1870年—1911年），是约翰·贺尔·格莱斯顿博士（Dr John Hall Gladstone）和玛格丽特·汤普森·金（Margaret Thompson King）的女儿，拉姆齐·麦克唐纳的妻子。与拉姆齐·麦克唐纳育有三子三女，其中包括马尔科姆·麦克唐纳、伊莎贝·麦克唐纳。1911年因败血症逝世。